# Роб Кардашян
Робърт Артър „Роб“ Кардашян е американска ТВ личност и бизнесмен. Той е популярен от реалити предаването „Keeping Up with the Kardashians“, в което участва от 2007 г. насам със семейството си. През 2011 година, той се включва и в тринадесетия сезон на американското предаване „Dancing with the Stars“, където завършва на второ място.

## Произход и детство
Роб е роден на 17 март 1987 година в Лос Анджелис, Калифорния, САЩ, в семейството на адвоката Робърт Кардашян и съпругата му, Крис. Той има три по-големи сестри: Кортни, Ким и Клои. Родителите им се развеждат през 1991 година, след което майка му сключва брак с олимпийския шампион Брус Дженър (сега Кейтлин). Заедно те имат две дъщери, Кендъл и Кайли, които са полусестри на Роб. Баща му, Робърт, умира през септември 2003 г. от рак на хранопровода. През 2009 година Кардашян завършва факултета по бизнес на Южнокалифорнийския университет.

## Личен живот
От 2007 до 2009 г. има връзка с американската певица Ейдриън Бейлиоун. От януари 2016 г. Роб излиза с модела Блек Чайна. На 5 април те обявяват годежа си в социалната мрежа Instagram. През май започват да се носят слухове, че Чайна е бременна. През септември двамата разкриват, че очакват момиче. Дъщеря им, Дрийм Рене Кардашян, се ражда на 10 ноември 2016 г. Малко след това двамата се разделят.